# Flex (program)
Flex (The Fast Lexical Analyzer) – wolna wersja programu lex napisana przez Verna Paxsona (pracownika uniwersytetu Berkeley), udostępniana na licencji BSD.
Program jest używany zwykle w połączeniu z programem bison.
Cechy charakterystyczne programu Flex:
- złożoność obliczeniowa generowanych analizatorów leksykalnych jest rzędu {\displaystyle O(n)}
- możliwość generowania kodu w języku C++
- obsługa rozszerzonego zestawu wyrażeń regularnych
- tryb interaktywny